# São Domingos do Azeitão
Pour les articles homonymes, voir São Domingos et Domingos (homonymie).
São Domingos do Azeitão est une municipalité brésilienne située dans l'État du Maranhão.